# Tour des Émirats arabes unis 2024
Pour la course féminine, voir Tour des Émirats arabes unis féminin 2024.
Le Tour des Émirats arabes unis 2024 (officiellement UAE Tour) est la 6e édition de cette course cycliste masculine sur route, organisée du 19 au 25 février aux Émirats arabes unis. La course est tracée sur sept étapes.
Il fait partie de l'UCI World Tour 2024, le calendrier le plus important du cyclisme sur route.

## Parcours
En plus du contre-la-montre se disputant sur une distance assez courte, les deux étapes qui devraient s'avérer décisives pour le classement général sont les troisième et septième étapes, plates mais se terminant chacune par une longue ascension, respectivement le Jabal Bil Ays (environ 20 kilomètres à 5 % de moyenne dont les deux derniers à 9 %) et le Jebel Hefeet (11 kilomètres à 5.4 % de moyenne).

## Équipes
21 équipes de sept coureurs participent à la course : 17 des 18 WorldTeams (Arkéa-B&B Hotels ne participe pas) et 4 ProTeams invitées.
| WorldTeams (17)- Alpecin-Deceuninck - Astana Qazaqstan Team - Bahrain Victorious - Bora-Hansgrohe - Cofidis - Decathlon-AG2R La Mondiale - EF Education-EasyPost - Groupama-FDJ - Ineos Grenadiers - Intermarché-Wanty - Lidl-Trek - Movistar Team - Soudal Quick-Step - Team dsm-firmenich PostNL - Team Jayco AlUla - Team Visma \| Lease a Bike - UAE Team Emirates ProTeams (4)- Israel-Premier Tech - Lotto Dstny - Tudor Pro Cycling Team - Corratec-Vini Fantini |
| |

## Favoris
Vu les absences du tenant du titre Remco Evenepoel et du double vainqueur des éditions 2021 et 2022 Tadej Pogačar, le principal favori à la victoire finale est Adam Yates, équipier UAE Team Emirates du Slovène et déjà vainqueur en 2020. Néanmoins, Adam Yates n'est pas le seul atout de l'équipe émiratie : Brandon McNulty, le récent vainqueur du Tour de la Communauté valencienne, semble aussi en grande forme. Parmi les autres favoris pour le classement général, on peut aussi citer Luke Plapp (Jayco AlUla), Ben O’Connor (Decathlon AG2R La Mondiale), Pello Bilbao (Bahrain Victorious), Einer Rubio (Movistar) et Ilan Van Wilder (Soudal Quick-Step).

## Étapes
| Étape     | Date    | Villes étapes                           | type                        | Distance (km) | Dénivelé (m) | Vainqueur d'étape   | Leader du classement général |
| --------- | ------- | --------------------------------------- | --------------------------- | ------------- | ------------ | ------------------- | ---------------------------- |
| 1re étape | 19 fév. | Madinat Zayed – Liwa                    | étape de plaine             | 141           | 1 391 m      | Tim Merlier         | Tim Merlier                  |
| 2e étape  | 20 fév. | Al Ḩudayriyāt – Al Ḩudayriyāt           | contre-la-montre individuel | 12,1          | 2 m          | Brandon McNulty     | Brandon McNulty              |
| 3e étape  | 21 fév. | Île d'Al Marjan – Jabal Bil Ays         | étape de montagne           | 176           | 2 029 m      | Ben O'Connor        | Jay Vine                     |
| 4e étape  | 22 fév. | Dubaï – port Rashid                     | étape de plaine             | 168           | 288 m        | Tim Merlier         | Jay Vine                     |
| 5e étape  | 23 fév. | Al Aqqah – Oumm al Qaïwaïn              | étape de plaine             | 182           | 1 043 m      | Olav Kooij          | Jay Vine                     |
| 6e étape  | 24 fév. | Louvre Abou Dabi – Abu Dhabi Breakwater | étape de plaine             | 138           | 110 m        | Tim Merlier         | Jay Vine                     |
| 7e étape  | 25 fév. | Al-Aïn – Jebel Hafeet                   | étape de moyenne montagne   | 161           | 1 267 m      | Lennert Van Eetvelt | Lennert Van Eetvelt          |

## Déroulement de la course

### 1reétape
Le sprint est marqué par une grosse chute aux 200 mètres impliquant de nombreux coureurs et ralentissant les trois quarts du peloton. Tim Merlier s'impose facilement.
| \| Classement de l'étape \| Classement de l'étape \| Classement de l'étape \| Classement de l'étape \| Classement de l'étape \| \| Coureur \| Coureur \| Pays \| Équipe \| Temps \| \| --------------------- \| --------------------- \| --------------------- \| -------------------------- \| --------------------- \| \| 1er \| Tim Merlier \| Belgique \| Soudal Quick-Step \| 3 h 09 min 55 s \| \| 2e \| Arvid de Kleijn \| Pays-Bas \| Tudor Pro Cycling Team \| + 0 s \| \| 3e \| Jakub Mareczko \| Italie \| Team Corratec-Vini Fantini \| + 0 s \| \| 4e \| Fabio Jakobsen \| Pays-Bas \| Team dsm-firmenich PostNL \| + 0 s \| \| 5e \| Sam Welsford \| Australie \| Bora-Hansgrohe \| + 0 s \| \| 6e \| Fernando Gaviria \| Colombie \| Movistar Team \| + 0 s \| \| 7e \| Sebastián Molano \| Colombie \| UAE Team Emirates \| + 0 s \| \| 8e \| Simone Consonni \| Italie \| Lidl-Trek \| + 0 s \| \| 9e \| Phil Bauhaus \| Allemagne \| Bahrain Victorious \| + 0 s \| \| 10e \| Jarne Van de Paar \| Belgique \| Lotto Dstny \| + 0 s \| |                   |           |                            |                 |
| |                   |           |                            |                 |
| Source : ProCyclingStats |                   |           |                            |                 |
| Classement de l'étape |                   |           |                            |                 |
| Coureur | Coureur           | Pays      | Équipe                     | Temps           |
| 1er | Tim Merlier       | Belgique  | Soudal Quick-Step          | 3 h 09 min 55 s |
| 2e | Arvid de Kleijn   | Pays-Bas  | Tudor Pro Cycling Team     | + 0 s           |
| 3e | Jakub Mareczko    | Italie    | Team Corratec-Vini Fantini | + 0 s           |
| 4e | Fabio Jakobsen    | Pays-Bas  | Team dsm-firmenich PostNL  | + 0 s           |
| 5e | Sam Welsford      | Australie | Bora-Hansgrohe             | + 0 s           |
| 6e | Fernando Gaviria  | Colombie  | Movistar Team              | + 0 s           |
| 7e | Sebastián Molano  | Colombie  | UAE Team Emirates          | + 0 s           |
| 8e | Simone Consonni   | Italie    | Lidl-Trek                  | + 0 s           |
| 9e | Phil Bauhaus      | Allemagne | Bahrain Victorious         | + 0 s           |
| 10e | Jarne Van de Paar | Belgique  | Lotto Dstny                | + 0 s           |

| \| Classement général \| Classement général \| Classement général \| Classement général \| Classement général \| \| Coureur \| Coureur \| Pays \| Équipe \| Temps \| \| ------------------ \| ------------------ \| ------------------ \| -------------------------- \| ------------------ \| \| 1er \| Tim Merlier \| Belgique \| Soudal Quick-Step \| 3 h 09 min 45 s \| \| 2e \| Arvid de Kleijn \| Pays-Bas \| Tudor Pro Cycling Team \| + 4 s \| \| 3e \| Mark Stewart \| Royaume-Uni \| Team Corratec-Vini Fantini \| + 4 s \| \| 4e \| Jakub Mareczko \| Italie \| Team Corratec-Vini Fantini \| + 6 s \| \| 5e \| Marco Murgano \| Italie \| Team Corratec-Vini Fantini \| + 6 s \| \| 6e \| Pello Bilbao \| Espagne \| Bahrain Victorious \| + 9 s \| \| 7e \| Loe van Belle \| Pays-Bas \| Team Visma \\| Lease a Bike \| + 9 s \| \| 8e \| Fabio Jakobsen \| Pays-Bas \| Team dsm-firmenich PostNL \| + 10 s \| \| 9e \| Sam Welsford \| Australie \| Bora-Hansgrohe \| + 10 s \| \| 10e \| Fernando Gaviria \| Colombie \| Movistar Team \| + 10 s \| |                  |             |                            |                 |
| |                  |             |                            |                 |
| Source : ProCyclingStats |                  |             |                            |                 |
| Classement général |                  |             |                            |                 |
| Coureur | Coureur          | Pays        | Équipe                     | Temps           |
| 1er | Tim Merlier      | Belgique    | Soudal Quick-Step          | 3 h 09 min 45 s |
| 2e | Arvid de Kleijn  | Pays-Bas    | Tudor Pro Cycling Team     | + 4 s           |
| 3e | Mark Stewart     | Royaume-Uni | Team Corratec-Vini Fantini | + 4 s           |
| 4e | Jakub Mareczko   | Italie      | Team Corratec-Vini Fantini | + 6 s           |
| 5e | Marco Murgano    | Italie      | Team Corratec-Vini Fantini | + 6 s           |
| 6e | Pello Bilbao     | Espagne     | Bahrain Victorious         | + 9 s           |
| 7e | Loe van Belle    | Pays-Bas    | Team Visma \| Lease a Bike | + 9 s           |
| 8e | Fabio Jakobsen   | Pays-Bas    | Team dsm-firmenich PostNL  | + 10 s          |
| 9e | Sam Welsford     | Australie   | Bora-Hansgrohe             | + 10 s          |
| 10e | Fernando Gaviria | Colombie    | Movistar Team              | + 10 s          |

### 2eétape
Trio gagnant pour l'équipe locale UAE Emirates où le vainqueur Brandon McNulty prend 28 secondes à son équipier Adam Yates, classé seizième de ce contre-la-montre.
| \| Classement de l'étape \| Classement de l'étape \| Classement de l'étape \| Classement de l'étape \| Classement de l'étape \| \| Coureur \| Coureur \| Pays \| Équipe \| Temps \| \| --------------------- \| --------------------- \| --------------------- \| -------------------------- \| --------------------- \| \| 1er \| Brandon McNulty \| États-Unis \| UAE Team Emirates \| 13 min 27 s \| \| 2e \| Jay Vine \| Australie \| UAE Team Emirates \| + 2 s \| \| 3e \| Mikkel Bjerg \| Danemark \| UAE Team Emirates \| + 4 s \| \| 4e \| Tobias Foss \| Norvège \| Ineos Grenadiers \| + 14 s \| \| 5e \| Rainer Kepplinger \| Autriche \| Bahrain Victorious \| + 16 s \| \| 6e \| Ilan Van Wilder \| Belgique \| Soudal Quick-Step \| + 17 s \| \| 7e \| Johan Price-Pejtersen \| Danemark \| Bahrain Victorious \| + 19 s \| \| 8e \| Pello Bilbao \| Espagne \| Bahrain Victorious \| + 19 s \| \| 9e \| Bruno Armirail \| France \| Decathlon-AG2R La Mondiale \| + 20 s \| \| 10e \| Iván Romeo \| Espagne \| Movistar Team \| + 21 s \| |                       |            |                            |             |
| |                       |            |                            |             |
| Source : ProCyclingStats |                       |            |                            |             |
| Classement de l'étape |                       |            |                            |             |
| Coureur | Coureur               | Pays       | Équipe                     | Temps       |
| 1er | Brandon McNulty       | États-Unis | UAE Team Emirates          | 13 min 27 s |
| 2e | Jay Vine              | Australie  | UAE Team Emirates          | + 2 s       |
| 3e | Mikkel Bjerg          | Danemark   | UAE Team Emirates          | + 4 s       |
| 4e | Tobias Foss           | Norvège    | Ineos Grenadiers           | + 14 s      |
| 5e | Rainer Kepplinger     | Autriche   | Bahrain Victorious         | + 16 s      |
| 6e | Ilan Van Wilder       | Belgique   | Soudal Quick-Step          | + 17 s      |
| 7e | Johan Price-Pejtersen | Danemark   | Bahrain Victorious         | + 19 s      |
| 8e | Pello Bilbao          | Espagne    | Bahrain Victorious         | + 19 s      |
| 9e | Bruno Armirail        | France     | Decathlon-AG2R La Mondiale | + 20 s      |
| 10e | Iván Romeo            | Espagne    | Movistar Team              | + 21 s      |

| \| Classement général \| Classement général \| Classement général \| Classement général \| Classement général \| \| Coureur \| Coureur \| Pays \| Équipe \| Temps \| \| ------------------ \| --------------------- \| ------------------ \| -------------------------- \| ------------------ \| \| 1er \| Brandon McNulty \| États-Unis \| UAE Team Emirates \| 3 h 23 min 22 s \| \| 2e \| Jay Vine \| Australie \| UAE Team Emirates \| + 2 s \| \| 3e \| Mikkel Bjerg \| Danemark \| UAE Team Emirates \| + 4 s \| \| 4e \| Tobias Foss \| Norvège \| Ineos Grenadiers \| + 14 s \| \| 5e \| Rainer Kepplinger \| Autriche \| Bahrain Victorious \| + 16 s \| \| 6e \| Ilan Van Wilder \| Belgique \| Soudal Quick-Step \| + 17 s \| \| 7e \| Pello Bilbao \| Espagne \| Bahrain Victorious \| + 18 s \| \| 8e \| Johan Price-Pejtersen \| Danemark \| Bahrain Victorious \| + 19 s \| \| 9e \| Bruno Armirail \| France \| Decathlon-AG2R La Mondiale \| + 20 s \| \| 10e \| Iván Romeo \| Espagne \| Movistar Team \| + 21 s \| |                       |            |                            |                 |
| |                       |            |                            |                 |
| Source : ProCyclingStats |                       |            |                            |                 |
| Classement général |                       |            |                            |                 |
| Coureur | Coureur               | Pays       | Équipe                     | Temps           |
| 1er | Brandon McNulty       | États-Unis | UAE Team Emirates          | 3 h 23 min 22 s |
| 2e | Jay Vine              | Australie  | UAE Team Emirates          | + 2 s           |
| 3e | Mikkel Bjerg          | Danemark   | UAE Team Emirates          | + 4 s           |
| 4e | Tobias Foss           | Norvège    | Ineos Grenadiers           | + 14 s          |
| 5e | Rainer Kepplinger     | Autriche   | Bahrain Victorious         | + 16 s          |
| 6e | Ilan Van Wilder       | Belgique   | Soudal Quick-Step          | + 17 s          |
| 7e | Pello Bilbao          | Espagne    | Bahrain Victorious         | + 18 s          |
| 8e | Johan Price-Pejtersen | Danemark   | Bahrain Victorious         | + 19 s          |
| 9e | Bruno Armirail        | France     | Decathlon-AG2R La Mondiale | + 20 s          |
| 10e | Iván Romeo            | Espagne    | Movistar Team              | + 21 s          |

### 3eétape
Le principal favori annoncé pour le classement général Adam Yates abandonne à une dizaine de kilomètres de l'arrivée, victime d'une chute trente kilomètres plus tôt. L'Australien Ben O'Connor s'impose à la suite de l’excellent travail de son jeune coéquipier Valentin Paret-Peintre avec cinq secondes d'avance sur ses poursuivants. Son compatriote Jay Vine, arrivé deuxième, s'empare du maillot de leader.
| \| Classement de l'étape \| Classement de l'étape \| Classement de l'étape \| Classement de l'étape \| Classement de l'étape \| \| Coureur \| Coureur \| Pays \| Équipe \| Temps \| \| --------------------- \| --------------------- \| --------------------- \| -------------------------- \| --------------------- \| \| 1er \| Ben O'Connor \| Australie \| Decathlon-AG2R La Mondiale \| 4 h 17 min 55 s \| \| 2e \| Jay Vine \| Australie \| UAE Team Emirates \| + 5 s \| \| 3e \| Lennert Van Eetvelt \| Belgique \| Lotto Dstny \| + 5 s \| \| 4e \| Max Poole \| Royaume-Uni \| Team dsm-firmenich PostNL \| + 5 s \| \| 5e \| Ilan Van Wilder \| Belgique \| Soudal Quick-Step \| + 5 s \| \| 6e \| Attila Valter \| Hongrie \| Team Visma \\| Lease a Bike \| + 5 s \| \| 7e \| Matthew Riccitello \| États-Unis \| Israel-Premier Tech \| + 5 s \| \| 8e \| Pello Bilbao \| Espagne \| Bahrain Victorious \| + 5 s \| \| 9e \| Einer Rubio \| Colombie \| Movistar Team \| + 5 s \| \| 10e \| Simon Carr \| Royaume-Uni \| EF Education-EasyPost \| + 5 s \| |                     |             |                            |                 |
| |                     |             |                            |                 |
| Source : ProCyclingStats |                     |             |                            |                 |
| Classement de l'étape |                     |             |                            |                 |
| Coureur | Coureur             | Pays        | Équipe                     | Temps           |
| 1er | Ben O'Connor        | Australie   | Decathlon-AG2R La Mondiale | 4 h 17 min 55 s |
| 2e | Jay Vine            | Australie   | UAE Team Emirates          | + 5 s           |
| 3e | Lennert Van Eetvelt | Belgique    | Lotto Dstny                | + 5 s           |
| 4e | Max Poole           | Royaume-Uni | Team dsm-firmenich PostNL  | + 5 s           |
| 5e | Ilan Van Wilder     | Belgique    | Soudal Quick-Step          | + 5 s           |
| 6e | Attila Valter       | Hongrie     | Team Visma \| Lease a Bike | + 5 s           |
| 7e | Matthew Riccitello  | États-Unis  | Israel-Premier Tech        | + 5 s           |
| 8e | Pello Bilbao        | Espagne     | Bahrain Victorious         | + 5 s           |
| 9e | Einer Rubio         | Colombie    | Movistar Team              | + 5 s           |
| 10e | Simon Carr          | Royaume-Uni | EF Education-EasyPost      | + 5 s           |

| \| Classement général \| Classement général \| Classement général \| Classement général \| Classement général \| \| Coureur \| Coureur \| Pays \| Équipe \| Temps \| \| ------------------ \| ------------------ \| ------------------ \| -------------------------- \| ------------------ \| \| 1er \| Jay Vine \| Australie \| UAE Team Emirates \| 7 h 39 min 44 s \| \| 2e \| Ben O'Connor \| Australie \| Decathlon-AG2R La Mondiale \| + 11 s \| \| 3e \| Brandon McNulty \| États-Unis \| UAE Team Emirates \| + 13 s \| \| 4e \| Ilan Van Wilder \| Belgique \| Soudal Quick-Step \| + 21 s \| \| 5e \| Pello Bilbao \| Espagne \| Bahrain Victorious \| + 22 s \| \| 6e \| Max Poole \| Royaume-Uni \| Team dsm-firmenich PostNL \| + 31 s \| \| 7e \| Tobias Foss \| Norvège \| Ineos Grenadiers \| + 33 s \| \| 8e \| Simon Carr \| Royaume-Uni \| EF Education-EasyPost \| + 36 s \| \| 9e \| Mikkel Bjerg \| Danemark \| UAE Team Emirates \| + 37 s \| \| 10e \| Attila Valter \| Hongrie \| Team Visma \\| Lease a Bike \| + 39 s \| |                 |             |                            |                 |
| |                 |             |                            |                 |
| Source : ProCyclingStats |                 |             |                            |                 |
| Classement général |                 |             |                            |                 |
| Coureur | Coureur         | Pays        | Équipe                     | Temps           |
| 1er | Jay Vine        | Australie   | UAE Team Emirates          | 7 h 39 min 44 s |
| 2e | Ben O'Connor    | Australie   | Decathlon-AG2R La Mondiale | + 11 s          |
| 3e | Brandon McNulty | États-Unis  | UAE Team Emirates          | + 13 s          |
| 4e | Ilan Van Wilder | Belgique    | Soudal Quick-Step          | + 21 s          |
| 5e | Pello Bilbao    | Espagne     | Bahrain Victorious         | + 22 s          |
| 6e | Max Poole       | Royaume-Uni | Team dsm-firmenich PostNL  | + 31 s          |
| 7e | Tobias Foss     | Norvège     | Ineos Grenadiers           | + 33 s          |
| 8e | Simon Carr      | Royaume-Uni | EF Education-EasyPost      | + 36 s          |
| 9e | Mikkel Bjerg    | Danemark    | UAE Team Emirates          | + 37 s          |
| 10e | Attila Valter   | Hongrie     | Team Visma \| Lease a Bike | + 39 s          |

### 4eétape
Seconde victoire au sprint pour Tim Merlier.
| \| Classement de l'étape \| Classement de l'étape \| Classement de l'étape \| Classement de l'étape \| Classement de l'étape \| \| Coureur \| Coureur \| Pays \| Équipe \| Temps \| \| --------------------- \| --------------------- \| --------------------- \| -------------------------- \| --------------------- \| \| 1er \| Tim Merlier \| Belgique \| Soudal Quick-Step \| 4 h 01 min 47 s \| \| 2e \| Arvid de Kleijn \| Pays-Bas \| Tudor Pro Cycling Team \| + 0 s \| \| 3e \| Olav Kooij \| Pays-Bas \| Team Visma \\| Lease a Bike \| + 0 s \| \| 4e \| Stanisław Aniołkowski \| Pologne \| Cofidis \| + 0 s \| \| 5e \| Jakub Mareczko \| Italie \| Team Corratec-Vini Fantini \| + 0 s \| \| 6e \| Fabio Jakobsen \| Pays-Bas \| Team dsm-firmenich PostNL \| + 0 s \| \| 7e \| Jarne Van de Paar \| Belgique \| Lotto Dstny \| + 0 s \| \| 8e \| Phil Bauhaus \| Allemagne \| Bahrain Victorious \| + 0 s \| \| 9e \| Fernando Gaviria \| Colombie \| Movistar Team \| + 0 s \| \| 10e \| Oded Kogut \| Israël \| Israel-Premier Tech \| + 0 s \| |                       |           |                            |                 |
| |                       |           |                            |                 |
| Source : ProCyclingStats |                       |           |                            |                 |
| Classement de l'étape |                       |           |                            |                 |
| Coureur | Coureur               | Pays      | Équipe                     | Temps           |
| 1er | Tim Merlier           | Belgique  | Soudal Quick-Step          | 4 h 01 min 47 s |
| 2e | Arvid de Kleijn       | Pays-Bas  | Tudor Pro Cycling Team     | + 0 s           |
| 3e | Olav Kooij            | Pays-Bas  | Team Visma \| Lease a Bike | + 0 s           |
| 4e | Stanisław Aniołkowski | Pologne   | Cofidis                    | + 0 s           |
| 5e | Jakub Mareczko        | Italie    | Team Corratec-Vini Fantini | + 0 s           |
| 6e | Fabio Jakobsen        | Pays-Bas  | Team dsm-firmenich PostNL  | + 0 s           |
| 7e | Jarne Van de Paar     | Belgique  | Lotto Dstny                | + 0 s           |
| 8e | Phil Bauhaus          | Allemagne | Bahrain Victorious         | + 0 s           |
| 9e | Fernando Gaviria      | Colombie  | Movistar Team              | + 0 s           |
| 10e | Oded Kogut            | Israël    | Israel-Premier Tech        | + 0 s           |

| \| Classement général \| Classement général \| Classement général \| Classement général \| Classement général \| \| Coureur \| Coureur \| Pays \| Équipe \| Temps \| \| ------------------ \| ------------------ \| ------------------ \| -------------------------- \| ------------------ \| \| 1er \| Jay Vine \| Australie \| UAE Team Emirates \| 11 h 41 min 31 s \| \| 2e \| Ben O'Connor \| Australie \| Decathlon-AG2R La Mondiale \| + 11 s \| \| 3e \| Brandon McNulty \| États-Unis \| UAE Team Emirates \| + 13 s \| \| 4e \| Ilan Van Wilder \| Belgique \| Soudal Quick-Step \| + 21 s \| \| 5e \| Pello Bilbao \| Espagne \| Bahrain Victorious \| + 22 s \| \| 6e \| Max Poole \| Royaume-Uni \| Team dsm-firmenich PostNL \| + 31 s \| \| 7e \| Tobias Foss \| Norvège \| Ineos Grenadiers \| + 33 s \| \| 8e \| Simon Carr \| Royaume-Uni \| EF Education-EasyPost \| + 36 s \| \| 9e \| Mikkel Bjerg \| Danemark \| UAE Team Emirates \| + 37 s \| \| 10e \| Attila Valter \| Hongrie \| Team Visma \\| Lease a Bike \| + 39 s \| |                 |             |                            |                  |
| |                 |             |                            |                  |
| Source : ProCyclingStats |                 |             |                            |                  |
| Classement général |                 |             |                            |                  |
| Coureur | Coureur         | Pays        | Équipe                     | Temps            |
| 1er | Jay Vine        | Australie   | UAE Team Emirates          | 11 h 41 min 31 s |
| 2e | Ben O'Connor    | Australie   | Decathlon-AG2R La Mondiale | + 11 s           |
| 3e | Brandon McNulty | États-Unis  | UAE Team Emirates          | + 13 s           |
| 4e | Ilan Van Wilder | Belgique    | Soudal Quick-Step          | + 21 s           |
| 5e | Pello Bilbao    | Espagne     | Bahrain Victorious         | + 22 s           |
| 6e | Max Poole       | Royaume-Uni | Team dsm-firmenich PostNL  | + 31 s           |
| 7e | Tobias Foss     | Norvège     | Ineos Grenadiers           | + 33 s           |
| 8e | Simon Carr      | Royaume-Uni | EF Education-EasyPost      | + 36 s           |
| 9e | Mikkel Bjerg    | Danemark    | UAE Team Emirates          | + 37 s           |
| 10e | Attila Valter   | Hongrie     | Team Visma \| Lease a Bike | + 39 s           |

### 5eétape
Seconde victoire de la saison au sprint pour le jeune sprinteur hollandais Olav Kooij.
| \| Classement de l'étape \| Classement de l'étape \| Classement de l'étape \| Classement de l'étape \| Classement de l'étape \| \| Coureur \| Coureur \| Pays \| Équipe \| Temps \| \| --------------------- \| --------------------- \| --------------------- \| -------------------------- \| --------------------- \| \| 1er \| Olav Kooij \| Pays-Bas \| Team Visma \\| Lease a Bike \| 4 h 08 min 38 s \| \| 2e \| Tim Merlier \| Belgique \| Soudal Quick-Step \| + 0 s \| \| 3e \| Sam Welsford \| Australie \| Bora-Hansgrohe \| + 0 s \| \| 4e \| Simone Consonni \| Italie \| Lidl-Trek \| + 0 s \| \| 5e \| Milan Fretin \| Belgique \| Cofidis \| + 0 s \| \| 6e \| Phil Bauhaus \| Allemagne \| Bahrain Victorious \| + 0 s \| \| 7e \| Dylan Groenewegen \| Pays-Bas \| Team Jayco AlUla \| + 0 s \| \| 8e \| Tim van Dijke \| Pays-Bas \| Team Visma \\| Lease a Bike \| + 0 s \| \| 9e \| Kaden Groves \| Australie \| Alpecin-Deceuninck \| + 0 s \| \| 10e \| Fabio Jakobsen \| Pays-Bas \| Team dsm-firmenich PostNL \| + 0 s \| |                   |           |                            |                 |
| |                   |           |                            |                 |
| Source : ProCyclingStats |                   |           |                            |                 |
| Classement de l'étape |                   |           |                            |                 |
| Coureur | Coureur           | Pays      | Équipe                     | Temps           |
| 1er | Olav Kooij        | Pays-Bas  | Team Visma \| Lease a Bike | 4 h 08 min 38 s |
| 2e | Tim Merlier       | Belgique  | Soudal Quick-Step          | + 0 s           |
| 3e | Sam Welsford      | Australie | Bora-Hansgrohe             | + 0 s           |
| 4e | Simone Consonni   | Italie    | Lidl-Trek                  | + 0 s           |
| 5e | Milan Fretin      | Belgique  | Cofidis                    | + 0 s           |
| 6e | Phil Bauhaus      | Allemagne | Bahrain Victorious         | + 0 s           |
| 7e | Dylan Groenewegen | Pays-Bas  | Team Jayco AlUla           | + 0 s           |
| 8e | Tim van Dijke     | Pays-Bas  | Team Visma \| Lease a Bike | + 0 s           |
| 9e | Kaden Groves      | Australie | Alpecin-Deceuninck         | + 0 s           |
| 10e | Fabio Jakobsen    | Pays-Bas  | Team dsm-firmenich PostNL  | + 0 s           |

| \| Classement général \| Classement général \| Classement général \| Classement général \| Classement général \| \| Coureur \| Coureur \| Pays \| Équipe \| Temps \| \| ------------------ \| ------------------- \| ------------------ \| -------------------------- \| ------------------ \| \| 1er \| Jay Vine \| Australie \| UAE Team Emirates \| 15 h 50 min 09 s \| \| 2e \| Ben O'Connor \| Australie \| Decathlon-AG2R La Mondiale \| + 11 s \| \| 3e \| Brandon McNulty \| États-Unis \| UAE Team Emirates \| + 13 s \| \| 4e \| Ilan Van Wilder \| Belgique \| Soudal Quick-Step \| + 21 s \| \| 5e \| Pello Bilbao \| Espagne \| Bahrain Victorious \| + 22 s \| \| 6e \| Max Poole \| Royaume-Uni \| Team dsm-firmenich PostNL \| + 31 s \| \| 7e \| Tobias Foss \| Norvège \| Ineos Grenadiers \| + 33 s \| \| 8e \| Simon Carr \| Royaume-Uni \| EF Education-EasyPost \| + 36 s \| \| 9e \| Lennert Van Eetvelt \| Belgique \| Lotto Dstny \| + 37 s \| \| 10e \| Mikkel Bjerg \| Danemark \| UAE Team Emirates \| + 37 s \| |                     |             |                            |                  |
| |                     |             |                            |                  |
| Source : ProCyclingStats |                     |             |                            |                  |
| Classement général |                     |             |                            |                  |
| Coureur | Coureur             | Pays        | Équipe                     | Temps            |
| 1er | Jay Vine            | Australie   | UAE Team Emirates          | 15 h 50 min 09 s |
| 2e | Ben O'Connor        | Australie   | Decathlon-AG2R La Mondiale | + 11 s           |
| 3e | Brandon McNulty     | États-Unis  | UAE Team Emirates          | + 13 s           |
| 4e | Ilan Van Wilder     | Belgique    | Soudal Quick-Step          | + 21 s           |
| 5e | Pello Bilbao        | Espagne     | Bahrain Victorious         | + 22 s           |
| 6e | Max Poole           | Royaume-Uni | Team dsm-firmenich PostNL  | + 31 s           |
| 7e | Tobias Foss         | Norvège     | Ineos Grenadiers           | + 33 s           |
| 8e | Simon Carr          | Royaume-Uni | EF Education-EasyPost      | + 36 s           |
| 9e | Lennert Van Eetvelt | Belgique    | Lotto Dstny                | + 37 s           |
| 10e | Mikkel Bjerg        | Danemark    | UAE Team Emirates          | + 37 s           |

### 6eétape
Troisième victoire au sprint pour Tim Merlier sur ce Tour des Émirats arabes unis.
| \| Classement de l'étape \| Classement de l'étape \| Classement de l'étape \| Classement de l'étape \| Classement de l'étape \| \| Coureur \| Coureur \| Pays \| Équipe \| Temps \| \| --------------------- \| --------------------- \| --------------------- \| ---------------------- \| --------------------- \| \| 1er \| Tim Merlier \| Belgique \| Soudal Quick-Step \| 3 h 02 min 14 s \| \| 2e \| Arvid de Kleijn \| Pays-Bas \| Tudor Pro Cycling Team \| + 0 s \| \| 3e \| Phil Bauhaus \| Allemagne \| Bahrain Victorious \| + 0 s \| \| 4e \| Milan Fretin \| Belgique \| Cofidis \| + 0 s \| \| 5e \| Gleb Syritsa \| Bannière neutre \| Astana Qazaqstan Team \| + 0 s \| \| 6e \| Dylan Groenewegen \| Pays-Bas \| Team Jayco AlUla \| + 0 s \| \| 7e \| Jarne Van de Paar \| Belgique \| Lotto Dstny \| + 0 s \| \| 8e \| Fernando Gaviria \| Colombie \| Movistar Team \| + 0 s \| \| 9e \| Sebastián Molano \| Colombie \| UAE Team Emirates \| + 0 s \| \| 10e \| Simone Consonni \| Italie \| Lidl-Trek \| + 0 s \| |                   |                 |                        |                 |
| |                   |                 |                        |                 |
| Source : ProCyclingStats |                   |                 |                        |                 |
| Classement de l'étape |                   |                 |                        |                 |
| Coureur | Coureur           | Pays            | Équipe                 | Temps           |
| 1er | Tim Merlier       | Belgique        | Soudal Quick-Step      | 3 h 02 min 14 s |
| 2e | Arvid de Kleijn   | Pays-Bas        | Tudor Pro Cycling Team | + 0 s           |
| 3e | Phil Bauhaus      | Allemagne       | Bahrain Victorious     | + 0 s           |
| 4e | Milan Fretin      | Belgique        | Cofidis                | + 0 s           |
| 5e | Gleb Syritsa      | Bannière neutre | Astana Qazaqstan Team  | + 0 s           |
| 6e | Dylan Groenewegen | Pays-Bas        | Team Jayco AlUla       | + 0 s           |
| 7e | Jarne Van de Paar | Belgique        | Lotto Dstny            | + 0 s           |
| 8e | Fernando Gaviria  | Colombie        | Movistar Team          | + 0 s           |
| 9e | Sebastián Molano  | Colombie        | UAE Team Emirates      | + 0 s           |
| 10e | Simone Consonni   | Italie          | Lidl-Trek              | + 0 s           |

| \| Classement général \| Classement général \| Classement général \| Classement général \| Classement général \| \| Coureur \| Coureur \| Pays \| Équipe \| Temps \| \| ------------------ \| ------------------- \| ------------------ \| -------------------------- \| ------------------ \| \| 1er \| Jay Vine \| Australie \| UAE Team Emirates \| 18 h 52 min 23 s \| \| 2e \| Ben O'Connor \| Australie \| Decathlon-AG2R La Mondiale \| + 11 s \| \| 3e \| Brandon McNulty \| États-Unis \| UAE Team Emirates \| + 13 s \| \| 4e \| Ilan Van Wilder \| Belgique \| Soudal Quick-Step \| + 21 s \| \| 5e \| Pello Bilbao \| Espagne \| Bahrain Victorious \| + 22 s \| \| 6e \| Max Poole \| Royaume-Uni \| Team dsm-firmenich PostNL \| + 31 s \| \| 7e \| Tobias Foss \| Norvège \| Ineos Grenadiers \| + 33 s \| \| 8e \| Simon Carr \| Royaume-Uni \| EF Education-EasyPost \| + 36 s \| \| 9e \| Lennert Van Eetvelt \| Belgique \| Lotto Dstny \| + 37 s \| \| 10e \| Mikkel Bjerg \| Danemark \| UAE Team Emirates \| + 37 s \| |                     |             |                            |                  |
| |                     |             |                            |                  |
| Source : ProCyclingStats |                     |             |                            |                  |
| Classement général |                     |             |                            |                  |
| Coureur | Coureur             | Pays        | Équipe                     | Temps            |
| 1er | Jay Vine            | Australie   | UAE Team Emirates          | 18 h 52 min 23 s |
| 2e | Ben O'Connor        | Australie   | Decathlon-AG2R La Mondiale | + 11 s           |
| 3e | Brandon McNulty     | États-Unis  | UAE Team Emirates          | + 13 s           |
| 4e | Ilan Van Wilder     | Belgique    | Soudal Quick-Step          | + 21 s           |
| 5e | Pello Bilbao        | Espagne     | Bahrain Victorious         | + 22 s           |
| 6e | Max Poole           | Royaume-Uni | Team dsm-firmenich PostNL  | + 31 s           |
| 7e | Tobias Foss         | Norvège     | Ineos Grenadiers           | + 33 s           |
| 8e | Simon Carr          | Royaume-Uni | EF Education-EasyPost      | + 36 s           |
| 9e | Lennert Van Eetvelt | Belgique    | Lotto Dstny                | + 37 s           |
| 10e | Mikkel Bjerg        | Danemark    | UAE Team Emirates          | + 37 s           |

### 7eétape
Le Belge Lennert Van Eetvelt attaque à 1,8 km du sommet du Jebel Hafeet, alors qu’il figurait dans un petit groupe venant de reprendre un kilomètre plus tôt le dernier rescapé de l’échappée matinale, l’Allemand Emanuel Buchmann. Il creuse progressivement un écart, gagne en solitaire avec un avantage de 22 secondes et remporte l'UAE Tour pour deux secondes grâce à la bonification acquise à l'arrivée.
| \| Classement de l'étape \| Classement de l'étape \| Classement de l'étape \| Classement de l'étape \| Classement de l'étape \| \| Coureur \| Coureur \| Pays \| Équipe \| Temps \| \| --------------------- \| --------------------- \| --------------------- \| -------------------------- \| --------------------- \| \| 1er \| Lennert Van Eetvelt \| Belgique \| Lotto Dstny \| 3 h 38 min 28 s \| \| 2e \| Pello Bilbao \| Espagne \| Bahrain Victorious \| + 22 s \| \| 3e \| Ben O'Connor \| Australie \| Decathlon-AG2R La Mondiale \| + 22 s \| \| 4e \| Michael Storer \| Australie \| Tudor Pro Cycling Team \| + 22 s \| \| 5e \| Attila Valter \| Hongrie \| Team Visma \\| Lease a Bike \| + 22 s \| \| 6e \| Carlos Verona \| Espagne \| Lidl-Trek \| + 22 s \| \| 7e \| Ilan Van Wilder \| Belgique \| Soudal Quick-Step \| + 27 s \| \| 8e \| Brandon Rivera \| Colombie \| Ineos Grenadiers \| + 38 s \| \| 9e \| Einer Rubio \| Colombie \| Movistar Team \| + 38 s \| \| 10e \| Bart Lemmen \| Pays-Bas \| Team Visma \\| Lease a Bike \| + 47 s \| |                     |           |                            |                 |
| |                     |           |                            |                 |
| Source : ProCyclingStats |                     |           |                            |                 |
| Classement de l'étape |                     |           |                            |                 |
| Coureur | Coureur             | Pays      | Équipe                     | Temps           |
| 1er | Lennert Van Eetvelt | Belgique  | Lotto Dstny                | 3 h 38 min 28 s |
| 2e | Pello Bilbao        | Espagne   | Bahrain Victorious         | + 22 s          |
| 3e | Ben O'Connor        | Australie | Decathlon-AG2R La Mondiale | + 22 s          |
| 4e | Michael Storer      | Australie | Tudor Pro Cycling Team     | + 22 s          |
| 5e | Attila Valter       | Hongrie   | Team Visma \| Lease a Bike | + 22 s          |
| 6e | Carlos Verona       | Espagne   | Lidl-Trek                  | + 22 s          |
| 7e | Ilan Van Wilder     | Belgique  | Soudal Quick-Step          | + 27 s          |
| 8e | Brandon Rivera      | Colombie  | Ineos Grenadiers           | + 38 s          |
| 9e | Einer Rubio         | Colombie  | Movistar Team              | + 38 s          |
| 10e | Bart Lemmen         | Pays-Bas  | Team Visma \| Lease a Bike | + 47 s          |

## Classements finals

### Classement général
| \| Classement général \| Classement général \| Classement général \| Classement général \| Classement général \| \| Coureur \| Coureur \| Pays \| Équipe \| Temps \| \| ------------------ \| ------------------- \| ------------------ \| -------------------------- \| ------------------ \| \| 1er \| Lennert Van Eetvelt \| Belgique \| Lotto Dstny \| 22 h 31 min 18 s \| \| 2e \| Ben O'Connor \| Australie \| Decathlon-AG2R La Mondiale \| + 2 s \| \| 3e \| Pello Bilbao \| Espagne \| Bahrain Victorious \| + 11 s \| \| 4e \| Ilan Van Wilder \| Belgique \| Soudal Quick-Step \| + 21 s \| \| 5e \| Attila Valter \| Hongrie \| Team Visma \\| Lease a Bike \| + 34 s \| \| 6e \| Michael Storer \| Australie \| Tudor Pro Cycling Team \| + 36 s \| \| 7e \| Max Poole \| Royaume-Uni \| Team dsm-firmenich PostNL \| + 55 s \| \| 8e \| Brandon Rivera \| Colombie \| Ineos Grenadiers \| + 1 min 00 s \| \| 9e \| Carlos Verona \| Espagne \| Lidl-Trek \| + 1 min 09 s \| \| 10e \| Bart Lemmen \| Pays-Bas \| Team Visma \\| Lease a Bike \| + 1 min 13 s \| |                     |             |                            |                  |
| |                     |             |                            |                  |
| Source : ProCyclingStats |                     |             |                            |                  |
| Classement général |                     |             |                            |                  |
| Coureur | Coureur             | Pays        | Équipe                     | Temps            |
| 1er | Lennert Van Eetvelt | Belgique    | Lotto Dstny                | 22 h 31 min 18 s |
| 2e | Ben O'Connor        | Australie   | Decathlon-AG2R La Mondiale | + 2 s            |
| 3e | Pello Bilbao        | Espagne     | Bahrain Victorious         | + 11 s           |
| 4e | Ilan Van Wilder     | Belgique    | Soudal Quick-Step          | + 21 s           |
| 5e | Attila Valter       | Hongrie     | Team Visma \| Lease a Bike | + 34 s           |
| 6e | Michael Storer      | Australie   | Tudor Pro Cycling Team     | + 36 s           |
| 7e | Max Poole           | Royaume-Uni | Team dsm-firmenich PostNL  | + 55 s           |
| 8e | Brandon Rivera      | Colombie    | Ineos Grenadiers           | + 1 min 00 s     |
| 9e | Carlos Verona       | Espagne     | Lidl-Trek                  | + 1 min 09 s     |
| 10e | Bart Lemmen         | Pays-Bas    | Team Visma \| Lease a Bike | + 1 min 13 s     |

### Classements annexes
| Classement par points | Classement par points | Classement par points | Classement par points      | Classement par points |
| Coureur               | Coureur               | Pays                  | Équipe                     | Points                |
| --------------------- | --------------------- | --------------------- | -------------------------- | --------------------- |
| 1er                   | Tim Merlier           | Belgique              | Soudal Quick-Step          | 76 pts                |
| 2e                    | Mark Stewart          | Royaume-Uni           | Team Corratec-Vini Fantini | 56 pts                |
| 3e                    | Lennert Van Eetvelt   | Belgique              | Lotto Dstny                | 48 pts                |
| 4e                    | Arvid de Kleijn       | Pays-Bas              | Tudor Pro Cycling Team     | 48 pts                |
| 5e                    | Ben O'Connor          | Australie             | Decathlon-AG2R La Mondiale | 32 pts                |
| 6e                    | Olav Kooij            | Pays-Bas              | Team Visma \| Lease a Bike | 32 pts                |
| 7e                    | Jay Vine              | Australie             | UAE Team Emirates          | 32 pts                |
| 8e                    | Pello Bilbao          | Espagne               | Bahrain Victorious         | 25 pts                |
| 9e                    | Phil Bauhaus          | Allemagne             | Bahrain Victorious         | 22 pts                |
| 10e                   | Brandon McNulty       | États-Unis            | UAE Team Emirates          | 21 pts                |

| Classement par points | Classement par points | Classement par points | Classement par points      | Classement par points |
| Coureur               | Coureur               | Pays                  | Équipe                     | Points                |
| --------------------- | --------------------- | --------------------- | -------------------------- | --------------------- |
| 1er                   | Tim Merlier           | Belgique              | Soudal Quick-Step          | 76 pts                |
| 2e                    | Mark Stewart          | Royaume-Uni           | Team Corratec-Vini Fantini | 56 pts                |
| 3e                    | Lennert Van Eetvelt   | Belgique              | Lotto Dstny                | 48 pts                |
| 4e                    | Arvid de Kleijn       | Pays-Bas              | Tudor Pro Cycling Team     | 48 pts                |
| 5e                    | Ben O'Connor          | Australie             | Decathlon-AG2R La Mondiale | 32 pts                |
| 6e                    | Olav Kooij            | Pays-Bas              | Team Visma \| Lease a Bike | 32 pts                |
| 7e                    | Jay Vine              | Australie             | UAE Team Emirates          | 32 pts                |
| 8e                    | Pello Bilbao          | Espagne               | Bahrain Victorious         | 25 pts                |
| 9e                    | Phil Bauhaus          | Allemagne             | Bahrain Victorious         | 22 pts                |
| 10e                   | Brandon McNulty       | États-Unis            | UAE Team Emirates          | 21 pts                |

| Classement du meilleur jeune | Classement du meilleur jeune | Classement du meilleur jeune | Classement du meilleur jeune | Classement du meilleur jeune |
| Coureur                      | Coureur                      | Pays                         | Équipe                       | Temps                        |
| ---------------------------- | ---------------------------- | ---------------------------- | ---------------------------- | ---------------------------- |
| 1er                          | Lennert Van Eetvelt          | Belgique                     | Lotto Dstny                  | 22 h 31 min 18 s             |
| 2e                           | Ilan Van Wilder              | Belgique                     | Soudal Quick-Step            | + 21 s                       |
| 3e                           | Max Poole                    | Royaume-Uni                  | Team dsm-firmenich PostNL    | + 55 s                       |
| 4e                           | Matthew Riccitello           | États-Unis                   | Israel-Premier Tech          | + 1 min 27 s                 |
| 5e                           | Harold Martín López          | Équateur                     | Astana Qazaqstan Team        | + 1 min 48 s                 |
| 6e                           | Mauri Vansevenant            | Belgique                     | Soudal Quick-Step            | + 2 min 12 s                 |
| 7e                           | Natnael Tesfatsion           | Érythrée                     | Lidl-Trek                    | + 3 min 34 s                 |
| 8e                           | Jesús David Peña             | Colombie                     | Team Jayco AlUla             | + 4 min 02 s                 |
| 9e                           | Iván Romeo                   | Espagne                      | Movistar Team                | + 4 min 34 s                 |
| 10e                          | Kevin Colleoni               | Italie                       | Intermarché-Wanty            | + 10 min 23 s                |

| Classement du meilleur jeune | Classement du meilleur jeune | Classement du meilleur jeune | Classement du meilleur jeune | Classement du meilleur jeune |
| Coureur                      | Coureur                      | Pays                         | Équipe                       | Temps                        |
| ---------------------------- | ---------------------------- | ---------------------------- | ---------------------------- | ---------------------------- |
| 1er                          | Lennert Van Eetvelt          | Belgique                     | Lotto Dstny                  | 22 h 31 min 18 s             |
| 2e                           | Ilan Van Wilder              | Belgique                     | Soudal Quick-Step            | + 21 s                       |
| 3e                           | Max Poole                    | Royaume-Uni                  | Team dsm-firmenich PostNL    | + 55 s                       |
| 4e                           | Matthew Riccitello           | États-Unis                   | Israel-Premier Tech          | + 1 min 27 s                 |
| 5e                           | Harold Martín López          | Équateur                     | Astana Qazaqstan Team        | + 1 min 48 s                 |
| 6e                           | Mauri Vansevenant            | Belgique                     | Soudal Quick-Step            | + 2 min 12 s                 |
| 7e                           | Natnael Tesfatsion           | Érythrée                     | Lidl-Trek                    | + 3 min 34 s                 |
| 8e                           | Jesús David Peña             | Colombie                     | Team Jayco AlUla             | + 4 min 02 s                 |
| 9e                           | Iván Romeo                   | Espagne                      | Movistar Team                | + 4 min 34 s                 |
| 10e                          | Kevin Colleoni               | Italie                       | Intermarché-Wanty            | + 10 min 23 s                |

| Classement par équipes | Classement par équipes     | Classement par équipes | Classement par équipes |
| Équipe                 | Équipe                     | Pays                   | Temps                  |
| ---------------------- | -------------------------- | ---------------------- | ---------------------- |
| 1re                    | Lidl-Trek                  | États-Unis             | 67 h 38 min 53 s       |
| 2e                     | Soudal Quick-Step          | Belgique               | + 2 min 50 s           |
| 3e                     | Bahrain Victorious         | Bahreïn                | + 5 min 26 s           |
| 4e                     | Ineos Grenadiers           | Royaume-Uni            | + 6 min 53 s           |
| 5e                     | Movistar Team              | Espagne                | + 7 min 40 s           |
| 6e                     | Team Visma \| Lease a Bike | Pays-Bas               | + 11 min 43 s          |
| 7e                     | Decathlon-AG2R La Mondiale | France                 | + 14 min 22 s          |
| 8e                     | Bora-Hansgrohe             | Allemagne              | + 14 min 51 s          |
| 9e                     | Israel-Premier Tech        | Israël                 | + 20 min 00 s          |
| 10e                    | UAE Team Emirates          | Émirats arabes unis    | + 20 min 30 s          |

| Classement par équipes | Classement par équipes     | Classement par équipes | Classement par équipes |
| Équipe                 | Équipe                     | Pays                   | Temps                  |
| ---------------------- | -------------------------- | ---------------------- | ---------------------- |
| 1re                    | Lidl-Trek                  | États-Unis             | 67 h 38 min 53 s       |
| 2e                     | Soudal Quick-Step          | Belgique               | + 2 min 50 s           |
| 3e                     | Bahrain Victorious         | Bahreïn                | + 5 min 26 s           |
| 4e                     | Ineos Grenadiers           | Royaume-Uni            | + 6 min 53 s           |
| 5e                     | Movistar Team              | Espagne                | + 7 min 40 s           |
| 6e                     | Team Visma \| Lease a Bike | Pays-Bas               | + 11 min 43 s          |
| 7e                     | Decathlon-AG2R La Mondiale | France                 | + 14 min 22 s          |
| 8e                     | Bora-Hansgrohe             | Allemagne              | + 14 min 51 s          |
| 9e                     | Israel-Premier Tech        | Israël                 | + 20 min 00 s          |
| 10e                    | UAE Team Emirates          | Émirats arabes unis    | + 20 min 30 s          |

### Classements UCI
La course attribue des points au Classement mondial UCI 2024 selon le barème suivant, :
| Position           | 1er | 2e  | 3e  | 4e  | 5e  | 6e  | 7e | 8e | 9e | 10e | 11e | 12e | 13e à 15e | 16e à 25e |
| Classement général | 300 | 250 | 215 | 175 | 120 | 115 | 95 | 75 | 60 | 50  | 40  | 35  | 5         | 3         |
| Par étapes         | 40  | 25  | 20  | 15  | 10  | 8   | 5  | 3  | 2  | 1   |     |     |           |           |
| Leader             | 6   |     |     |     |     |     |    |    |    |     |     |     |           |           |

## Évolution des classements
| Étape              | Vainqueur           | Classement général  | Classement par points | Classement des sprints | Classement du meilleur jeune | Classement par équipes |
| ------------------ | ------------------- | ------------------- | --------------------- | ---------------------- | ---------------------------- | ---------------------- |
| 1                  | Tim Merlier         | Tim Merlier         | Tim Merlier           | Mark Stewart           | Loe van Belle                | dsm-firmenich PostNL   |
| 2                  | Brandon McNulty     | Brandon McNulty     | Brandon McNulty       | Mark Stewart           | Ilan Van Wilder              | UAE Emirates           |
| 3                  | Ben O'Connor        | Jay Vine            | Mark Stewart          | Mark Stewart           | Ilan Van Wilder              | UAE Emirates           |
| 4                  | Tim Merlier         | Jay Vine            | Mark Stewart          | Mark Stewart           | Ilan Van Wilder              | UAE Emirates           |
| 5                  | Olav Kooij          | Jay Vine            | Tim Merlier           | Mark Stewart           | Ilan Van Wilder              | UAE Emirates           |
| 6                  | Tim Merlier         | Jay Vine            | Tim Merlier           | Mark Stewart           | Ilan Van Wilder              | UAE Emirates           |
| 7                  | Lennert Van Eetvelt | Lennert Van Eetvelt | Tim Merlier           | Mark Stewart           | Lennert Van Eetvelt          | Lidl-Trek              |
| Classements finals | Classements finals  | Lennert Van Eetvelt | Tim Merlier           | Mark Stewart           | Lennert Van Eetvelt          | Lidl-Trek              |

## Liste des participants
| UAE Team Emirates UAD | UAE Team Emirates UAD          | UAE Team Emirates UAD |
| --------------------- | ------------------------------ | --------------------- |
| Num                   | Coureur                        | Pos                   |
| 1                     | Adam Yates (GBR)               | AB-3                  |
| 2                     | Ivo Oliveira (POR) (route)     | 123e                  |
| 3                     | Mikkel Bjerg (DEN)             | 15e                   |
| 4                     | Vegard Stake Laengen (NOR)     | 90e                   |
| 5                     | Brandon McNulty (USA) (chrono) | 57e                   |
| 6                     | Sebastián Molano (COL)         | 124e                  |
| 7                     | Jay Vine (AUS)                 | 22e                   |

| Alpecin-Deceuninck ADC | Alpecin-Deceuninck ADC      | Alpecin-Deceuninck ADC |
| ---------------------- | --------------------------- | ---------------------- |
| Num                    | Coureur                     | Pos                    |
| 11                     | Kaden Groves (AUS)          | 97e                    |
| 12                     | Maurice Ballerstedt (GER)   | 105e                   |
| 13                     | Silvan Dillier (SUI)        | 50e                    |
| 14                     | Jason Osborne (GER)         | AB-7                   |
| 15                     | Jonas Rickaert (BEL)        | 69e                    |
| 16                     | Henri Uhlig (GER)           | 43e                    |
| 17                     | Fabio Van den Bossche (BEL) | 52e                    |

| Astana Qazaqstan Team AST | Astana Qazaqstan Team AST | Astana Qazaqstan Team AST |
| ------------------------- | ------------------------- | ------------------------- |
| Num                       | Coureur                   | Pos                       |
| 21                        | Mark Cavendish (GBR)      | NP-6                      |
| 22                        | Michele Gazzoli (ITA)     | 118e                      |
| 23                        | Dmitriy Gruzdev (KAZ)     | 108e                      |
| 24                        | Harold Martín López (ECU) | 14e                       |
| 25                        | Michael Mørkøv (DEN)      | 127e                      |
| 26                        | Gleb Syritsa              | 122e                      |
| 27                        | Harold Tejada (COL)       | 24e                       |

| Bahrain Victorious TBV | Bahrain Victorious TBV      | Bahrain Victorious TBV |
| ---------------------- | --------------------------- | ---------------------- |
| Num                    | Coureur                     | Pos                    |
| 31                     | Pello Bilbao (ESP)          | 3e                     |
| 32                     | Nikias Arndt (GER)          | 38e                    |
| 33                     | Phil Bauhaus (GER)          | 111e                   |
| 34                     | Rainer Kepplinger (AUT)     | NP-5                   |
| 35                     | Johan Price-Pejtersen (DEN) | 117e                   |
| 36                     | Cameron Scott (AUS)         | 99e                    |
| 37                     | Torstein Træen (NOR)        | 29e                    |

| Bora-Hansgrohe BOH | Bora-Hansgrohe BOH             | Bora-Hansgrohe BOH |
| ------------------ | ------------------------------ | ------------------ |
| Num                | Coureur                        | Pos                |
| 41                 | Sam Welsford (AUS)             | 82e                |
| 42                 | Emanuel Buchmann (GER) (route) | 27e                |
| 43                 | Patrick Gamper (AUT) (chrono)  | 63e                |
| 44                 | Filip Maciejuk (POL)           | 47e                |
| 45                 | Ryan Mullen (IRL) (chrono)     | 85e                |
| 46                 | Danny van Poppel (NED)         | 84e                |
| 47                 | Ben Zwiehoff (GER)             | 17e                |

| Cofidis COF | Cofidis COF                 | Cofidis COF |
| ----------- | --------------------------- | ----------- |
| Num         | Coureur                     | Pos         |
| 51          | Kenny Elissonde (FRA)       | AB-7        |
| 52          | Stanisław Aniołkowski (POL) | 87e         |
| 53          | Rubén Fernández (ESP)       | 30e         |
| 54          | Eddy Finé (FRA)             | 71e         |
| 55          | Milan Fretin (BEL)          | 109e        |
| 56          | Christophe Noppe (BEL)      | 112e        |
| 57          | Hugo Toumire (FRA)          | 39e         |

| Team Corratec-Vini Fantini COR | Team Corratec-Vini Fantini COR | Team Corratec-Vini Fantini COR |
| ------------------------------ | ------------------------------ | ------------------------------ |
| Num                            | Coureur                        | Pos                            |
| 61                             | Jakub Mareczko (ITA)           | AB-7                           |
| 62                             | Alessandro Monaco (ITA)        | 68e                            |
| 63                             | Marco Murgano (ITA)            | 76e                            |
| 64                             | Andrii Ponomar (UKR)           | 42e                            |
| 65                             | Mark Stewart (GBR)             | 86e                            |
| 66                             | Attilio Viviani (ITA)          | 80e                            |
| 67                             | Samuele Zambelli (ITA)         | 129e                           |

| Decathlon-AG2R La Mondiale DAT | Decathlon-AG2R La Mondiale DAT | Decathlon-AG2R La Mondiale DAT |
| ------------------------------ | ------------------------------ | ------------------------------ |
| Num                            | Coureur                        | Pos                            |
| 71                             | Sam Bennett (IRL)              | 125e                           |
| 72                             | Bruno Armirail (FRA)           | 37e                            |
| 73                             | Ben O'Connor (AUS)             | 2e                             |
| 74                             | Valentin Paret-Peintre (FRA)   | 36e                            |
| 75                             | Gianluca Pollefliet (BEL)      | 98e                            |
| 76                             | Nicolas Prodhomme (FRA)        | 32e                            |
| 77                             | Valentin Retailleau (FRA)      | 60e                            |

| EF Education-EasyPost EFE | EF Education-EasyPost EFE | EF Education-EasyPost EFE |
| ------------------------- | ------------------------- | ------------------------- |
| Num                       | Coureur                   | Pos                       |
| 81                        | Simon Carr (GBR)          | 20e                       |
| 82                        | Stefan de Bod (RSA)       | AB-1                      |
| 83                        | Markel Beloki (ESP)       | 72e                       |
| 84                        | Sean Quinn (USA)          | 40e                       |
| 85                        | Jack Rootkin-Gray (GBR)   | 106e                      |
| 86                        | Georg Steinhauser (GER)   | NP-2                      |
| 87                        | Jardi van der Lee (NED)   | 41e                       |

| Ineos Grenadiers IGD | Ineos Grenadiers IGD               | Ineos Grenadiers IGD |
| -------------------- | ---------------------------------- | -------------------- |
| Num                  | Coureur                            | Pos                  |
| 91                   | Elia Viviani (ITA)                 | 110e                 |
| 92                   | Andrew August (USA)                | 55e                  |
| 93                   | Tobias Foss (NOR)                  | 11e                  |
| 94                   | Michael Leonard (CAN)              | 100e                 |
| 95                   | Brandon Rivera (COL)               | 8e                   |
| 96                   | Óscar Rodríguez Garaicoechea (ESP) | 31e                  |
| 97                   | Ben Swift (GBR)                    | 56e                  |

| Intermarché-Wanty IWA | Intermarché-Wanty IWA   | Intermarché-Wanty IWA |
| --------------------- | ----------------------- | --------------------- |
| Num                   | Coureur                 | Pos                   |
| 101                   | Louis Meintjes (RSA)    | 33e                   |
| 102                   | Kevin Colleoni (ITA)    | 35e                   |
| 103                   | Alexy Faure Prost (FRA) | 51e                   |
| 104                   | Arne Marit (BEL)        | 115e                  |
| 105                   | Tom Paquot (BEL)        | 48e                   |
| 106                   | Gijs Van Hoecke (BEL)   | 94e                   |
| 107                   | Boy van Poppel (NED)    | 114e                  |

| Israel-Premier Tech IPT | Israel-Premier Tech IPT   | Israel-Premier Tech IPT |
| ----------------------- | ------------------------- | ----------------------- |
| Num                     | Coureur                   | Pos                     |
| 111                     | Pascal Ackermann (GER)    | 120e                    |
| 112                     | George Bennett (NZL)      | 25e                     |
| 113                     | Oded Kogut (ISR) (chrono) | 101e                    |
| 114                     | Matthew Riccitello (USA)  | 12e                     |
| 115                     | Mads Würtz Schmidt (DEN)  | 61e                     |
| 116                     | Michael Schwarzmann (GER) | 113e                    |
| 117                     | Rick Zabel (GER)          | 96e                     |

| Lidl-Trek LTK | Lidl-Trek LTK            | Lidl-Trek LTK |
| ------------- | ------------------------ | ------------- |
| Num           | Coureur                  | Pos           |
| 121           | Juan Pedro López (ESP)   | 16e           |
| 122           | Dario Cataldo (ITA)      | 70e           |
| 123           | Simone Consonni (ITA)    | 67e           |
| 124           | Patrick Konrad (AUT)     | 19e           |
| 125           | Jacopo Mosca (ITA)       | 34e           |
| 126           | Natnael Tesfatsion (ERI) | 21e           |
| 127           | Carlos Verona (ESP)      | 9e            |

| Lotto Dstny LTD | Lotto Dstny LTD           | Lotto Dstny LTD |
| --------------- | ------------------------- | --------------- |
| Num             | Coureur                   | Pos             |
| 131             | Thomas De Gendt (BEL)     | AB-7            |
| 132             | Johannes Adamietz (GER)   | 44e             |
| 133             | Jacopo Guarnieri (ITA)    | 89e             |
| 134             | Jarne Van de Paar (BEL)   | 91e             |
| 135             | Lennert Van Eetvelt (BEL) | 1er             |
| 136             | Henri Vandenabeele (BEL)  | 79e             |
| 137             | Harm Vanhoucke (BEL)      | 46e             |

| Movistar Team MOV | Movistar Team MOV           | Movistar Team MOV |
| ----------------- | --------------------------- | ----------------- |
| Num               | Coureur                     | Pos               |
| 141               | Einer Rubio (COL)           | 13e               |
| 142               | Rémi Cavagna (FRA) (chrono) | 59e               |
| 143               | Davide Cimolai (ITA)        | 121e              |
| 144               | Fernando Gaviria (COL)      | NP-7              |
| 145               | Lorenzo Milesi (ITA)        | 45e               |
| 146               | Iván Romeo (ESP)            | 26e               |
| 147               | Pelayo Sánchez (ESP)        | 65e               |

| Soudal Quick-Step SOQ | Soudal Quick-Step SOQ    | Soudal Quick-Step SOQ |
| --------------------- | ------------------------ | --------------------- |
| Num                   | Coureur                  | Pos                   |
| 151                   | Tim Merlier (BEL)        | 102e                  |
| 152                   | Ayco Bastiaens (BEL)     | 93e                   |
| 153                   | Jan Hirt (CZE)           | 28e                   |
| 154                   | Bert Van Lerberghe (BEL) | 103e                  |
| 155                   | Ilan Van Wilder (BEL)    | 4e                    |
| 156                   | Mauri Vansevenant (BEL)  | 18e                   |
| 157                   | Jordi Warlop (BEL)       | 104e                  |

| Team dsm-firmenich PostNL DFP | Team dsm-firmenich PostNL DFP | Team dsm-firmenich PostNL DFP |
| ----------------------------- | ----------------------------- | ----------------------------- |
| Num                           | Coureur                       | Pos                           |
| 161                           | Fabio Jakobsen (NED)          | 128e                          |
| 162                           | Tobias Lund Andresen (DEN)    | 77e                           |
| 163                           | Alexander Edmondson (AUS)     | 92e                           |
| 164                           | Enzo Leijnse (NED)            | 81e                           |
| 165                           | Max Poole (GBR)               | 7e                            |
| 166                           | Timo Roosen (NED)             | 73e                           |
| 167                           | Julius van den Berg (NED)     | 126e                          |

| Team Jayco AlUla JAY | Team Jayco AlUla JAY    | Team Jayco AlUla JAY |
| -------------------- | ----------------------- | -------------------- |
| Num                  | Coureur                 | Pos                  |
| 171                  | Dylan Groenewegen (NED) | 107e                 |
| 172                  | Eddie Dunbar (IRL)      | NP-2                 |
| 173                  | Jan Maas (NED)          | 49e                  |
| 174                  | Luka Mezgec (SLO)       | 78e                  |
| 175                  | Kelland O'Brien (AUS)   | 64e                  |
| 176                  | Jesús David Peña (COL)  | 23e                  |
| 177                  | Elmar Reinders (NED)    | 83e                  |

| Team Visma \| Lease a Bike TVL | Team Visma \| Lease a Bike TVL        | Team Visma \| Lease a Bike TVL |
| ------------------------------ | ------------------------------------- | ------------------------------ |
| Num                            | Coureur                               | Pos                            |
| 181                            | Olav Kooij (NED)                      | 74e                            |
| 182                            | Bart Lemmen (NED)                     | 10e                            |
| 183                            | Attila Valter (HUN) (route et chrono) | 5e                             |
| 184                            | Loe van Belle (NED)                   | 53e                            |
| 185                            | Tosh Van der Sande (BEL)              | 66e                            |
| 186                            | Mick van Dijke (NED)                  | 54e                            |
| 187                            | Tim van Dijke (NED)                   | 62e                            |

| Tudor Pro Cycling Team TUD | Tudor Pro Cycling Team TUD     | Tudor Pro Cycling Team TUD |
| -------------------------- | ------------------------------ | -------------------------- |
| Num                        | Coureur                        | Pos                        |
| 191                        | Arvid de Kleijn (NED)          | 116e                       |
| 192                        | Nils Brun (SUI)                | 58e                        |
| 193                        | Sebastian Kolze Changizi (DEN) | 95e                        |
| 194                        | Rick Pluimers (NED)            | 88e                        |
| 195                        | Michael Storer (AUS)           | 6e                         |
| 196                        | Florian Stork (GER)            | 75e                        |
| 197                        | Maikel Zijlaard (NED)          | 119e                       |

| UAE Team Emirates UAD | UAE Team Emirates UAD          | UAE Team Emirates UAD |
| --------------------- | ------------------------------ | --------------------- |
| Num                   | Coureur                        | Pos                   |
| 1                     | Adam Yates (GBR)               | AB-3                  |
| 2                     | Ivo Oliveira (POR) (route)     | 123e                  |
| 3                     | Mikkel Bjerg (DEN)             | 15e                   |
| 4                     | Vegard Stake Laengen (NOR)     | 90e                   |
| 5                     | Brandon McNulty (USA) (chrono) | 57e                   |
| 6                     | Sebastián Molano (COL)         | 124e                  |
| 7                     | Jay Vine (AUS)                 | 22e                   |

| Alpecin-Deceuninck ADC | Alpecin-Deceuninck ADC      | Alpecin-Deceuninck ADC |
| ---------------------- | --------------------------- | ---------------------- |
| Num                    | Coureur                     | Pos                    |
| 11                     | Kaden Groves (AUS)          | 97e                    |
| 12                     | Maurice Ballerstedt (GER)   | 105e                   |
| 13                     | Silvan Dillier (SUI)        | 50e                    |
| 14                     | Jason Osborne (GER)         | AB-7                   |
| 15                     | Jonas Rickaert (BEL)        | 69e                    |
| 16                     | Henri Uhlig (GER)           | 43e                    |
| 17                     | Fabio Van den Bossche (BEL) | 52e                    |

| Astana Qazaqstan Team AST | Astana Qazaqstan Team AST | Astana Qazaqstan Team AST |
| ------------------------- | ------------------------- | ------------------------- |
| Num                       | Coureur                   | Pos                       |
| 21                        | Mark Cavendish (GBR)      | NP-6                      |
| 22                        | Michele Gazzoli (ITA)     | 118e                      |
| 23                        | Dmitriy Gruzdev (KAZ)     | 108e                      |
| 24                        | Harold Martín López (ECU) | 14e                       |
| 25                        | Michael Mørkøv (DEN)      | 127e                      |
| 26                        | Gleb Syritsa              | 122e                      |
| 27                        | Harold Tejada (COL)       | 24e                       |

| Bahrain Victorious TBV | Bahrain Victorious TBV      | Bahrain Victorious TBV |
| ---------------------- | --------------------------- | ---------------------- |
| Num                    | Coureur                     | Pos                    |
| 31                     | Pello Bilbao (ESP)          | 3e                     |
| 32                     | Nikias Arndt (GER)          | 38e                    |
| 33                     | Phil Bauhaus (GER)          | 111e                   |
| 34                     | Rainer Kepplinger (AUT)     | NP-5                   |
| 35                     | Johan Price-Pejtersen (DEN) | 117e                   |
| 36                     | Cameron Scott (AUS)         | 99e                    |
| 37                     | Torstein Træen (NOR)        | 29e                    |

| Bora-Hansgrohe BOH | Bora-Hansgrohe BOH             | Bora-Hansgrohe BOH |
| ------------------ | ------------------------------ | ------------------ |
| Num                | Coureur                        | Pos                |
| 41                 | Sam Welsford (AUS)             | 82e                |
| 42                 | Emanuel Buchmann (GER) (route) | 27e                |
| 43                 | Patrick Gamper (AUT) (chrono)  | 63e                |
| 44                 | Filip Maciejuk (POL)           | 47e                |
| 45                 | Ryan Mullen (IRL) (chrono)     | 85e                |
| 46                 | Danny van Poppel (NED)         | 84e                |
| 47                 | Ben Zwiehoff (GER)             | 17e                |

| Cofidis COF | Cofidis COF                 | Cofidis COF |
| ----------- | --------------------------- | ----------- |
| Num         | Coureur                     | Pos         |
| 51          | Kenny Elissonde (FRA)       | AB-7        |
| 52          | Stanisław Aniołkowski (POL) | 87e         |
| 53          | Rubén Fernández (ESP)       | 30e         |
| 54          | Eddy Finé (FRA)             | 71e         |
| 55          | Milan Fretin (BEL)          | 109e        |
| 56          | Christophe Noppe (BEL)      | 112e        |
| 57          | Hugo Toumire (FRA)          | 39e         |

| Team Corratec-Vini Fantini COR | Team Corratec-Vini Fantini COR | Team Corratec-Vini Fantini COR |
| ------------------------------ | ------------------------------ | ------------------------------ |
| Num                            | Coureur                        | Pos                            |
| 61                             | Jakub Mareczko (ITA)           | AB-7                           |
| 62                             | Alessandro Monaco (ITA)        | 68e                            |
| 63                             | Marco Murgano (ITA)            | 76e                            |
| 64                             | Andrii Ponomar (UKR)           | 42e                            |
| 65                             | Mark Stewart (GBR)             | 86e                            |
| 66                             | Attilio Viviani (ITA)          | 80e                            |
| 67                             | Samuele Zambelli (ITA)         | 129e                           |

| Decathlon-AG2R La Mondiale DAT | Decathlon-AG2R La Mondiale DAT | Decathlon-AG2R La Mondiale DAT |
| ------------------------------ | ------------------------------ | ------------------------------ |
| Num                            | Coureur                        | Pos                            |
| 71                             | Sam Bennett (IRL)              | 125e                           |
| 72                             | Bruno Armirail (FRA)           | 37e                            |
| 73                             | Ben O'Connor (AUS)             | 2e                             |
| 74                             | Valentin Paret-Peintre (FRA)   | 36e                            |
| 75                             | Gianluca Pollefliet (BEL)      | 98e                            |
| 76                             | Nicolas Prodhomme (FRA)        | 32e                            |
| 77                             | Valentin Retailleau (FRA)      | 60e                            |

| EF Education-EasyPost EFE | EF Education-EasyPost EFE | EF Education-EasyPost EFE |
| ------------------------- | ------------------------- | ------------------------- |
| Num                       | Coureur                   | Pos                       |
| 81                        | Simon Carr (GBR)          | 20e                       |
| 82                        | Stefan de Bod (RSA)       | AB-1                      |
| 83                        | Markel Beloki (ESP)       | 72e                       |
| 84                        | Sean Quinn (USA)          | 40e                       |
| 85                        | Jack Rootkin-Gray (GBR)   | 106e                      |
| 86                        | Georg Steinhauser (GER)   | NP-2                      |
| 87                        | Jardi van der Lee (NED)   | 41e                       |

| Ineos Grenadiers IGD | Ineos Grenadiers IGD               | Ineos Grenadiers IGD |
| -------------------- | ---------------------------------- | -------------------- |
| Num                  | Coureur                            | Pos                  |
| 91                   | Elia Viviani (ITA)                 | 110e                 |
| 92                   | Andrew August (USA)                | 55e                  |
| 93                   | Tobias Foss (NOR)                  | 11e                  |
| 94                   | Michael Leonard (CAN)              | 100e                 |
| 95                   | Brandon Rivera (COL)               | 8e                   |
| 96                   | Óscar Rodríguez Garaicoechea (ESP) | 31e                  |
| 97                   | Ben Swift (GBR)                    | 56e                  |

| Intermarché-Wanty IWA | Intermarché-Wanty IWA   | Intermarché-Wanty IWA |
| --------------------- | ----------------------- | --------------------- |
| Num                   | Coureur                 | Pos                   |
| 101                   | Louis Meintjes (RSA)    | 33e                   |
| 102                   | Kevin Colleoni (ITA)    | 35e                   |
| 103                   | Alexy Faure Prost (FRA) | 51e                   |
| 104                   | Arne Marit (BEL)        | 115e                  |
| 105                   | Tom Paquot (BEL)        | 48e                   |
| 106                   | Gijs Van Hoecke (BEL)   | 94e                   |
| 107                   | Boy van Poppel (NED)    | 114e                  |

| Israel-Premier Tech IPT | Israel-Premier Tech IPT   | Israel-Premier Tech IPT |
| ----------------------- | ------------------------- | ----------------------- |
| Num                     | Coureur                   | Pos                     |
| 111                     | Pascal Ackermann (GER)    | 120e                    |
| 112                     | George Bennett (NZL)      | 25e                     |
| 113                     | Oded Kogut (ISR) (chrono) | 101e                    |
| 114                     | Matthew Riccitello (USA)  | 12e                     |
| 115                     | Mads Würtz Schmidt (DEN)  | 61e                     |
| 116                     | Michael Schwarzmann (GER) | 113e                    |
| 117                     | Rick Zabel (GER)          | 96e                     |

| Lidl-Trek LTK | Lidl-Trek LTK            | Lidl-Trek LTK |
| ------------- | ------------------------ | ------------- |
| Num           | Coureur                  | Pos           |
| 121           | Juan Pedro López (ESP)   | 16e           |
| 122           | Dario Cataldo (ITA)      | 70e           |
| 123           | Simone Consonni (ITA)    | 67e           |
| 124           | Patrick Konrad (AUT)     | 19e           |
| 125           | Jacopo Mosca (ITA)       | 34e           |
| 126           | Natnael Tesfatsion (ERI) | 21e           |
| 127           | Carlos Verona (ESP)      | 9e            |

| Lotto Dstny LTD | Lotto Dstny LTD           | Lotto Dstny LTD |
| --------------- | ------------------------- | --------------- |
| Num             | Coureur                   | Pos             |
| 131             | Thomas De Gendt (BEL)     | AB-7            |
| 132             | Johannes Adamietz (GER)   | 44e             |
| 133             | Jacopo Guarnieri (ITA)    | 89e             |
| 134             | Jarne Van de Paar (BEL)   | 91e             |
| 135             | Lennert Van Eetvelt (BEL) | 1er             |
| 136             | Henri Vandenabeele (BEL)  | 79e             |
| 137             | Harm Vanhoucke (BEL)      | 46e             |

| Movistar Team MOV | Movistar Team MOV           | Movistar Team MOV |
| ----------------- | --------------------------- | ----------------- |
| Num               | Coureur                     | Pos               |
| 141               | Einer Rubio (COL)           | 13e               |
| 142               | Rémi Cavagna (FRA) (chrono) | 59e               |
| 143               | Davide Cimolai (ITA)        | 121e              |
| 144               | Fernando Gaviria (COL)      | NP-7              |
| 145               | Lorenzo Milesi (ITA)        | 45e               |
| 146               | Iván Romeo (ESP)            | 26e               |
| 147               | Pelayo Sánchez (ESP)        | 65e               |

| Soudal Quick-Step SOQ | Soudal Quick-Step SOQ    | Soudal Quick-Step SOQ |
| --------------------- | ------------------------ | --------------------- |
| Num                   | Coureur                  | Pos                   |
| 151                   | Tim Merlier (BEL)        | 102e                  |
| 152                   | Ayco Bastiaens (BEL)     | 93e                   |
| 153                   | Jan Hirt (CZE)           | 28e                   |
| 154                   | Bert Van Lerberghe (BEL) | 103e                  |
| 155                   | Ilan Van Wilder (BEL)    | 4e                    |
| 156                   | Mauri Vansevenant (BEL)  | 18e                   |
| 157                   | Jordi Warlop (BEL)       | 104e                  |

| Team dsm-firmenich PostNL DFP | Team dsm-firmenich PostNL DFP | Team dsm-firmenich PostNL DFP |
| ----------------------------- | ----------------------------- | ----------------------------- |
| Num                           | Coureur                       | Pos                           |
| 161                           | Fabio Jakobsen (NED)          | 128e                          |
| 162                           | Tobias Lund Andresen (DEN)    | 77e                           |
| 163                           | Alexander Edmondson (AUS)     | 92e                           |
| 164                           | Enzo Leijnse (NED)            | 81e                           |
| 165                           | Max Poole (GBR)               | 7e                            |
| 166                           | Timo Roosen (NED)             | 73e                           |
| 167                           | Julius van den Berg (NED)     | 126e                          |

| Team Jayco AlUla JAY | Team Jayco AlUla JAY    | Team Jayco AlUla JAY |
| -------------------- | ----------------------- | -------------------- |
| Num                  | Coureur                 | Pos                  |
| 171                  | Dylan Groenewegen (NED) | 107e                 |
| 172                  | Eddie Dunbar (IRL)      | NP-2                 |
| 173                  | Jan Maas (NED)          | 49e                  |
| 174                  | Luka Mezgec (SLO)       | 78e                  |
| 175                  | Kelland O'Brien (AUS)   | 64e                  |
| 176                  | Jesús David Peña (COL)  | 23e                  |
| 177                  | Elmar Reinders (NED)    | 83e                  |

| Team Visma \| Lease a Bike TVL | Team Visma \| Lease a Bike TVL        | Team Visma \| Lease a Bike TVL |
| ------------------------------ | ------------------------------------- | ------------------------------ |
| Num                            | Coureur                               | Pos                            |
| 181                            | Olav Kooij (NED)                      | 74e                            |
| 182                            | Bart Lemmen (NED)                     | 10e                            |
| 183                            | Attila Valter (HUN) (route et chrono) | 5e                             |
| 184                            | Loe van Belle (NED)                   | 53e                            |
| 185                            | Tosh Van der Sande (BEL)              | 66e                            |
| 186                            | Mick van Dijke (NED)                  | 54e                            |
| 187                            | Tim van Dijke (NED)                   | 62e                            |

| Tudor Pro Cycling Team TUD | Tudor Pro Cycling Team TUD     | Tudor Pro Cycling Team TUD |
| -------------------------- | ------------------------------ | -------------------------- |
| Num                        | Coureur                        | Pos                        |
| 191                        | Arvid de Kleijn (NED)          | 116e                       |
| 192                        | Nils Brun (SUI)                | 58e                        |
| 193                        | Sebastian Kolze Changizi (DEN) | 95e                        |
| 194                        | Rick Pluimers (NED)            | 88e                        |
| 195                        | Michael Storer (AUS)           | 6e                         |
| 196                        | Florian Stork (GER)            | 75e                        |
| 197                        | Maikel Zijlaard (NED)          | 119e                       |